# Ulrike Meinhof
Ulrike Marie Meinhof (ur. 7 października 1934 w Oldenburgu, zm. 9 maja 1976 w Stuttgarcie) – niemiecka anarchistka i terrorystka, współzałożycielka razem z Andreasem Baaderem Frakcji Czerwonej Armii.

## Życiorys

### Dzieciństwo
Ojcem Ulrike był historyk sztuki Werner Meinhof. Wczesne dzieciństwo spędziła w Oldenburgu, w roku 1936 przeniosła się wraz z ojcem do Jeny. W 1940 r. Werner Meinhof zmarł na raka. Matka zdecydowała się podjąć studia na kierunku historia sztuki. W tym czasie Ulrike poznała Renate Riemeck, znajomą i sublokatorkę matki, która na wiele lat stała się ważną osobą dla Ulrike. W wieku 11 lat Ulrike przeżyła zajęcie Jeny przez wojska amerykańskie i koniec wojny.
Nie chcąc żyć w zniszczonym mieście, Ingeborg Meinhof i Renate Riemeck przeprowadziły się najpierw do Bad Berneck im Fichtelgebirge, a w 1946 do Oldenburga. W 1948 Ingeborg Meinhof zmarła. Renate Riemeck przejęła opiekę nad czternastoletnią Ulrike i jej starszą siostrą Wienke. W latach 1946–1952 uczęszczała do katolickiej szkoły NMP w Oldenburgu, oraz przez pewien czas do Szkoły Rudolfa Steinera w Wuppertalu. W 1955 w Gymnasium Philippinum w Weilburgu zdała maturę. W tejże szkole założyła wydawaną do dziś gazetkę „Spektrum”.

### Początki działalności politycznej
Po podjęciu studiów filozoficznych, pedagogicznych, socjologicznych i germanistycznych w Marburgu na przełomie lat 1955 i 1956 zaangażowała się w ewangelicki ruch reform. W 1957 r. zmieniła uczelnię na Westfalski Uniwersytet Wilhelma w Münsterze. Tam zapisała się do Niemieckiego Socjalistycznego Związku Studentów (Sozialistischer Deutscher Studentenbund). W 1957 r. włączyła się w ruch protestu przeciw planom rządu Konrada Adenauera – uzbrojenia Bundeswehry w broń atomową (była to część większego ruchu pacyfistycznego), była rzeczniczką „Anti-Atomtod-Ausschuss”. Publikowała artykuły w rozmaitych pismach studenckich, m.in. w David, wydawanym przez SDS. Jeszcze w tym samym roku wstąpiła do (zdelegalizowanej przez Federalny Trybunał Konstytucyjny w 1956) komunistycznej KPD, którą opuściła w maju 1964.
W latach 1959–1969 pracowała dla lewicowego magazynu „konkret”, od 1960 do 1964 r. była jego redaktorką naczelną. W tym czasie, biorąc udział w demonstracjach, stała się symbolem niemieckiej lewicy. W 1961 r. wyszła za mąż za Klausa Rainera Röhla, wydawcę „konkretu”. W 1962 r. urodziła bliźniaczki – Reginę i Bettinę Röhl. W roku 1968 rozwiodła się z mężem i przeprowadziła z dziećmi do Berlina. Sprawozdając z procesu podpalaczy frankfurckiego domu handlowego – Thorwalda Prolla i Horsta Söhnleina, poznała późniejszych założycieli RAF – Andreasa Baadera i Gudrun Ensslin.
Po zamachu na Rudiego Dutschke opublikowała w „konkrecie” komentarz świadczący o radykalizacji jej postawy. W 1970 r. wyprodukowała Bambule, sztukę telewizyjną na podstawie własnego scenariusza. Krytykowała w nim autorytarne metody wychowania w domach dziecka, które prowadzą do rewolty wychowanków ośrodka. Scenariusz miał być parabolą panujących ówcześnie stosunków społecznych i nowego rodzaju walki klas.

### Terroryzm
Meinhof stawała się coraz bardziej radykalna i bezkompromisowa. 14 maja 1970 roku wzięła udział w uwolnieniu z więzienia Andreasa Baadera. Podczas akcji został przypadkowo postrzelony i ciężko raniony Georg Linke, pracownik Deutsches Zentralinstitut für soziale Fragen. Akcja uwolnienia Baadera jest uważana za początek działalności RAF. Od tego czasu Meinhof była poszukiwana listem gończym. W wywiadzie udzielonym francuskiej dziennikarce Michèle Ray mówiła: My mówimy: gliniarze to świnie. Mówimy: typ w mundurze to świnia, a nie człowiek. I dlatego się z nimi spieramy. To znaczy, my z nimi nie rozmawiamy i byłoby błędem w ogóle z takimi ludźmi rozmawiać. I oczywiście można ich zastrzelić. W ciągu następnych dwóch lat, aż do aresztowania w dniu 15 czerwca 1972 roku, brała udział w napadach na banki i podkładaniu bomb. W zamachach zginęły cztery osoby, a ponad 50 zostało rannych. Grupa Ulrike była finansowana przez wywiady NRD i państw arabskich oraz szkolona przez Palestyńczyków.
W latach 1971–1972 stworzyła trzy manifesty ideologiczne, które uzasadniały potrzebę walki zbrojnej RAF.
Podczas działalności w RAF Meinhof nie chciała zostawić opieki nad dziećmi ich ojcu Klausowi Rainerowi Röhlowi. Uważano, że z tego powodu zgodziła się je wysłać do palestyńskiego obozu dla sierot. Ostatnio okazało się, że jej życzeniem było oddanie dzieci pod opiekę siostry. W końcu dzieci zostały zabrane z sycylijskiej kryjówki i przekazane ojcu przez Stefana Austa.

### Aresztowanie i proces
Została aresztowana 15 czerwca 1972 w Langenhagen koło Hanoweru, po zamachu terrorystów na kwaterę główną sił amerykańskich w RFN. Od 16 czerwca 1972 do 9 lutego 1973 przebywała w areszcie w Kolonii. Została umieszczona w izolatce, a pobyt w areszcie nazwała „traktem śmierci” („Toter Trakt”). Przebywając tam, napisała manifest „List z traktu śmierci” („Brief aus dem Toten Trakt”), który udało się przeszmuglować na zewnątrz. Po jego rozgłoszeniu zdobyła kolejnych sympatyków. 29 listopada 1974 została skazana na 8 lat kary pozbawienia wolności za zamach bombowy z 1972 na wydawnictwo Springera w Hamburgu. Umieszczono ją w zakładzie więziennym w Stammheim, mieszczącym się na przedmieściach Stuttgartu. Tam złączono ją z pozostałymi uwięzionymi członkami RAF. 21 maja 1975 została skazana w kolejnym procesie za poczwórne morderstwo na karę dożywotniego więzienia.

### Śmierć

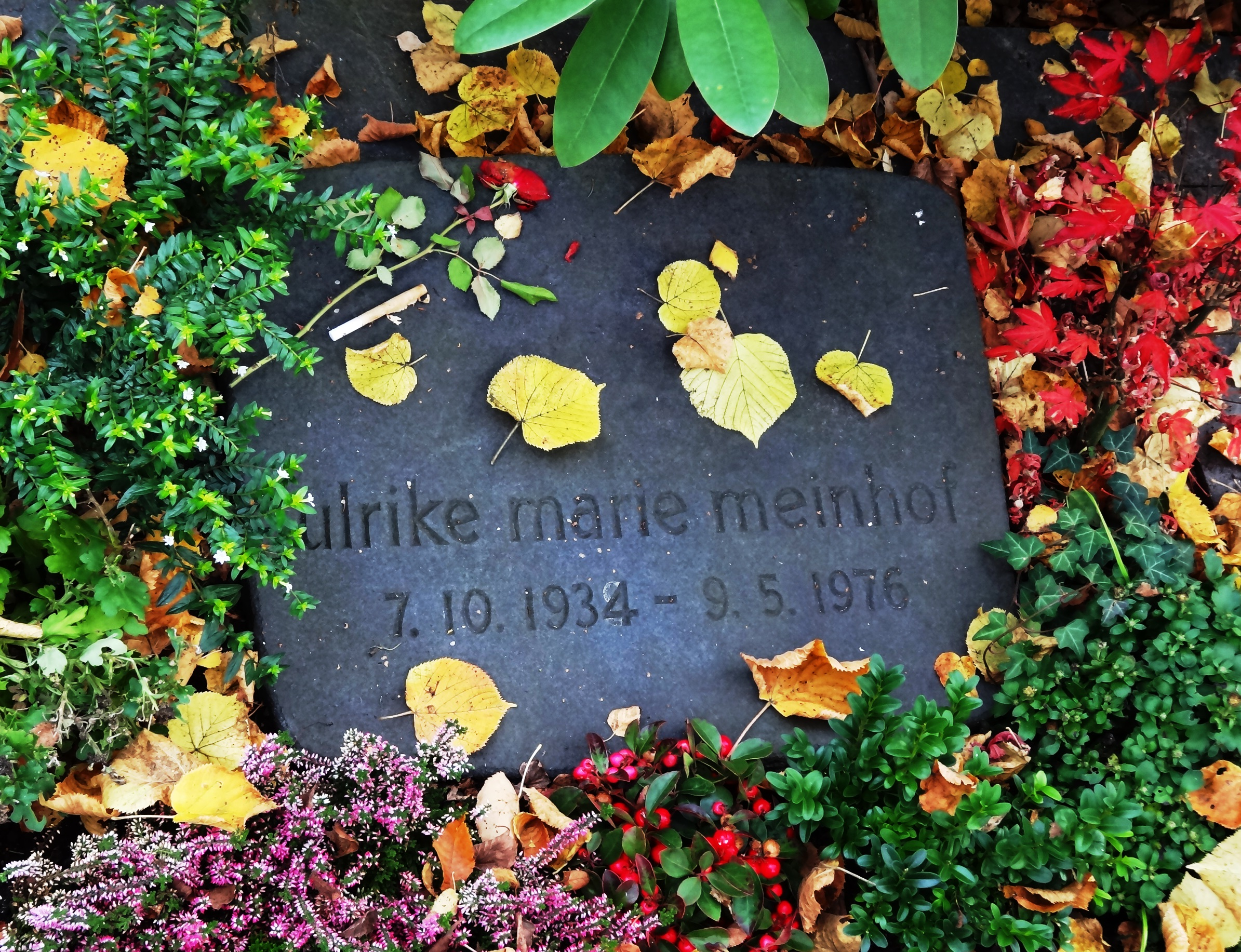
Grób Ulrike Meinhof

Po jedenastu miesiącach przesłuchań, 9 maja 1976 w celi znaleziono martwą Meinhof. Władze niemieckie uznały, że śmierć była wynikiem samobójstwa. Potwierdzono to dwiema opiniami biegłych, z tego jedną zamówioną przez siostrę Ulriki. Pojawiły się jednak wątpliwości co do jej śmierci. Radykalni studenci kwestionowali podaną przyczynę jej śmierci (samobójstwo), a w czasie licznych demonstracji uznali ją za lewicową męczennicę. Frakcja Czerwonej Armii twierdziła, że śmierć była wynikiem przeprowadzonego przez ludzi władzy zabójstwa; twierdzi się również, że to samobójstwo mogło być skutkiem ostracyzmu, którego Ulrike była ofiarą ze strony innych członków RAF. Informacja o śmierci Meinhof wywołała liczne protesty w Niemczech i poza granicami. 7 kwietnia 1977 grupa terrorystyczna Kommando Ulrike Meinhof zastrzeliła prokuratora generalnego Siegfrieda Bubacka.
Ponieważ wiele gmin niemieckich odmawiało udostępnienia miejsca pochówku na swoich cmentarzach, została pochowana na cmentarzu w Berlinie-Mariendorf 15 maja 1976 roku. Pogrzeb przekształcił się w manifestację. Mowę pogrzebową wygłosił ewangelicki teolog Helmut Gollwitzer, który był duszpasterzem Ulrike i przyjacielem Rudiego Dutschke.
Po śmierci Meinhof jej mózg został bez pozwolenia rodziny usunięty z ciała i oddany do badań medycznych. Wyszło to na jaw jesienią 2002, gdy dowiedziała się o tym córka Ulriki Bettina Röhl. Przechowywano go w formalinie i dopiero 22 grudnia 2002 złożono do grobu Ulriki.